# Marpa Lotsawa
Jetsun (en)
Serlingpa Longdeul Lama Rimpotché (Ngawang Losang)
Marpa Lotsawa Chökyi Lodrö (tibétain : མར་པ་ལོ་ཙཱ་བ་ཆོས་ཀྱི་བློ་གྲོས་, Wylie : mar pa lo tsA ba chos kyi blo gros) (1012–1097), « le traducteur », est un important maitre laïc bouddhiste, qui a implanté la lignée Kagyü au Tibet en traduisant une cinquantaine d’ouvrages indiens du sanscrit vers le tibétain. İl est un des maillons de la lignée du Rosaire d’Or des Karma Kagyü.

## Biographie

### Enfance au Tibet
Marpa nait en 1012 dans une riche famille de propriétaires fonciers de Pesar, à Tchoukhyer, dans la région du Lhodrak, au sud du Tibet, près du Bhoutan, une région agricole et forestière fertile. Enfant cadet d’une fratrie de trois, d’un naturel agressif et sauvage, il est confié par son père à l’étude du Dharma. Après avoir commencé son apprentissage auprès d’un spécialiste des rituels des nagas, il est envoyé à l’âge de 12 ans à Nyougou Ling, à l’Ouest du Tibet, auprès du lama sakyapa Drokmi Lotsawa, un érudit qui avait étudié le bouddhisme en Inde, et qui le nomme Chökyi Lodrö. Intelligent, il apprend rapidement à lire et écrire tout enseignement. Ce maître lui enseigne pendant trois ans le sanskrit et d’autres langues indiennes au monastère de Nyugu. Après ses études, Marpa se met en route pour l’Inde, la source du savoir, pour en rapporter des textes dharmiques encore inconnus.

### Passage par le Népal
Après avoir rencontré un compagnon de voyage, Nyö de Kharak, il traverse le haut plateau tibétain et gagne le Népal, les plaines du Teraï où il rencontre, lors d’une festivité de rituels d’offrande ganachakra (en), Chitherpa et Paindapatika, deux disciples népalais de Naropa qui lui parlent de celui qui allait devenir son maitre principal, ce qui fut prédit par Tilopa. Après un séjour de trois ans à Katmandou à Swayambunath, Marpa part en direction de Nalanda, dont Naropa fut abbé de l’université monastique, qu’il avait quitté. Son compagnon, Nyö, ne le suit pas car il sait que Naropa avait « délaissé son érudition pour partir étudier avec Tilopa, un être sauvage, sans éducation. »

### Rencontre avec Naropa et d’autres maitres
Marpa trouve Naropa à Pullahari, devient son disciple principal et reçoit des enseignements sur le tantra d’Hevajra, et des tantras externes de Guhyasamāja de la part de Jnanagarbha, sur conseils de Naropa. Il étudie également avec d’autres maitres indiens : Kukkuripa (en) qui lui enseigne la pratique du tantra-mère de Mahamaya, ou « Grande İllusion », Maitripa, qui devient son second gourou et de qui il reçoit le « chemin de la libération » dans la transmission longue du Mahamudra – pratique essentielle de la lignée Kagyü –, provenant de Nagarjuna et de Saraha, et la tradition des chants poétiques dohas, et enfin Nigouma (en), qui lui transmet les instructions et l’abhisheka de Catuhpiyha (en tibétain Dordjé Dentze). Pendant cette période, Marpa rencontre son ancien compagnon de route, Nyö, à plusieurs reprises, pour comparer leurs études respectives des enseignements rassemblés par chacun d’eux.

### Retour au Tibet
Après douze ans d’entraînement spirituel intense, maitrisant plusieurs langues indiennes et les enseignements les plus profonds de cette époque, il retourne au Tibet. Sur le chemin du retour, d’après la biographie de Tsang Nyön Heruka, son compagnon Nyö Lotsawa Joungpo Yonten Drak, jaloux, jette tous ses livres dans le Gange en faisant passer cela pour un accident. L’évènement aide Marpa à réaliser combien cet ultime attachement bloquait sa compréhension des enseignements au-delà des mots, provoquant chez lui l’éveil soudain, chantant la compassion pour son mauvais compagnon. Au Népal, il rêve de Saraha, qui l’instruit dans le Mahamoudra.
Il regagne le Lhodrak où il se marie et accepte d’enseigner à des disciples, dont son cousin Marpa Golek, acquérant une réputation étendue. Marpa menait une existence ordinaire avec sa femme, Dagméma, et leurs enfants, s’occupant de ses champs et d’un petit commerce, et avait de nombreux disciples. Il enseignait notamment les six yogas de Naropa et le Mahamoudra.

### Deux voyages supplémentaires en Inde

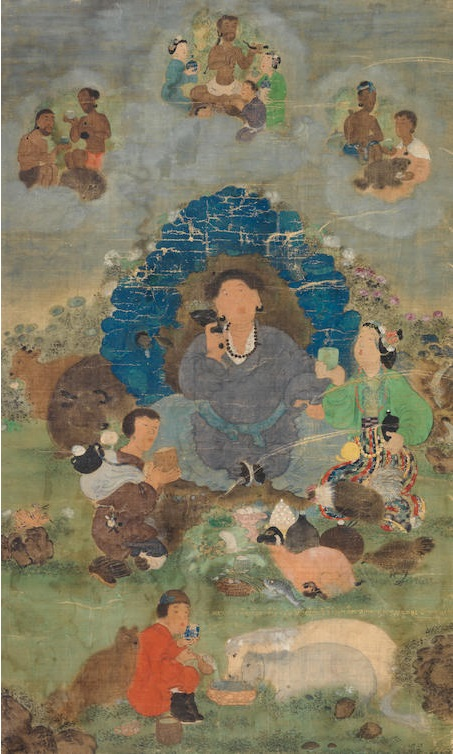
Marpa Lotsāwa reçoit Milarépa, sous le regard de Dagméma, par le 10e karmapa.

Ayant amassé de l’or qu’il souhaite offrir à ses maitres par gratitude, il repart probablement âgé de trente ans pour un 2e voyage en Inde quelques années plus tard. Il y reçoit des textes sanskrits qu’il traduit en tibétain, Cakrasamvara de la lignée de Maharaja Indrabhuti et le Buddhakapala de la lignée de Saraha (en). La plupart de ces textes, qui ont disparu en Inde lors des conquêtes musulmanes des Indes, nous sont parvenus grâce à leur traduction en tibétain. Au retour de son second voyage de six ans, Milarépa, qui allait devenir l’un des grands yogis du Tibet, devient son disciple.
À plus de 50 ans, il repart pour la 3e fois en Inde revoir son maître Naropa à qui il avait promis de revenir recevoir ses derniers enseignements, ce qu’il a pu réaliser. L’objectif est cette fois-ci de recevoir la transmission directe de l’éveil, et non de traduire d’autres textes. En chemin vers l’Inde, il croise le fondateur de la lignée Kadampa, Atisha Dīpaṃkara. À Pullahari, il apprend de Prajnasimha que Naropa est parti un an plus tôt, mais qu’il a laissé une tangka d’Hevajra pour Marpa. Après huit mois de recherches pendant lesquelles Marpa semble guidé par la voix de son maitre, il retrouve Naropa qui menait la vie d’un yogi errant, et qui lui transmet l’initiation de Cakrasamvara et de Vajrayogini, et les instructions orales du phowa, ou transfert de conscience. Rentré au Tibet, il partage son temps entre la traduction d’ écritures bouddhistes, sa famille et ses disciples.

### Fin de vie
Marpa Golek devient l’intendant de Marpa et ne le quitte plus jusqu’à sa mort.
Son fils Darma Dodé fait une chute à cheval et se brise le crâne ; malgré les connaissances de médecine de Marpa, il comprend que son fils doit mourir. Dagméma laisse une larme tomber dans l’oreille de son fils, Marpa chante à son oreille, puis Darma Dodé effectue un transfert de conscience dans le corps d’un pigeon, puis d’un enfant brahmane qui venait de mourir en İnde. Sous le nom de Tipoupa (tipou signifiant pigeon), il devient un grand maitre.
Après la mort de son fils, Marpa nomme Milarépa détenteur de la lignée. Marpa meurt à l’âge de quatre-vingt-six ou quatre-vingt-huit ans.

## Héritage
Il a fondé le monastère de Stongde en 1052 au Ladakh.
Marpa est considéré comme ayant été une des incarnations précédentes de Taï Sitou Rinpoché, l'un des régents du Karmapa.
Dagpo Rimpotché né en 1932 dans le sud du Tibet est considéré comme une réincarnation de Marpa.
Dans une lettre récente, le 17e Karmapa demanda aux monastères Kagyu de pratiquer les 13 tantras de Marpa, appelés Kagyu Ngak Dzod, composant un groupe d'enseignements vajrayana et d'initiations transmises par les maîtres de la lignée Marpa Kagyu. La collection a été compilée par Jamgon Kongtrul Lodrö Thayé. Il s'agit des tantras de Vajrapanjara, Guhyasamaja, Buddhakapala, Vajrachatuhpitha, Mahamaya, Manjushri-namasangiti, Hevajra- Nairatmya mandal, Yamantaka, Sambhuta, Vajrabhairava, Hevajra, Vajravarahi, Chakrasamvara, Vajrasattva.

### Sources
- (en) Mar-pa Chos-kyi Blo-gros, The Life of the Mahāsiddha Tilopa, trad. Fabrizio Torricelli et Acharya Sangye T.Naga, Dharamsala, Library of Tibetan Works and Archives, 1995.
- Tsang Nyön Heruka, La vie de Marpa le 'Traducteur'  (1505), trad. Jacques Bacot, Geuthner, 1937, 113 p. ; rééd. Paul Geuthner, 1987.
- Marpa, maître de Milarépa, sa vie, ses chants, Claire Lumière, 2003, 240 p.
- Tsang Nyön Heruka,Milarépa ou Jetsün Kahbum. Vie de Jetsün Milarépa (1488), édi. W. Y. Evans-Wentz, trad. R. Ryser, Adrien-Maisonneuve, 1955.

### Études
- Kurtis R. Schaeffer, Matthew T. Kapstein et Gray Tuttle, Sources of Tibetan Tradition, New York, Columbia University Press, 2013.
- Lama Guendune Rinpoché, Mahamoudra. Le grand sceau, ou La voie de la compassion et de la dévotion (1998), Dzambala, 2007, 179 p.
- Fabrice Midal, La pratique de l’éveil de Tilopa à Trungpa : L’école Kagyü du bouddhisme tibétain, Paris, Éditions du Seuil, coll. « Points Sagesses », 1997, 174 p. (ISBN 978-2-02023-673-7), p. 66–84. .